# عملة تريليون دولار

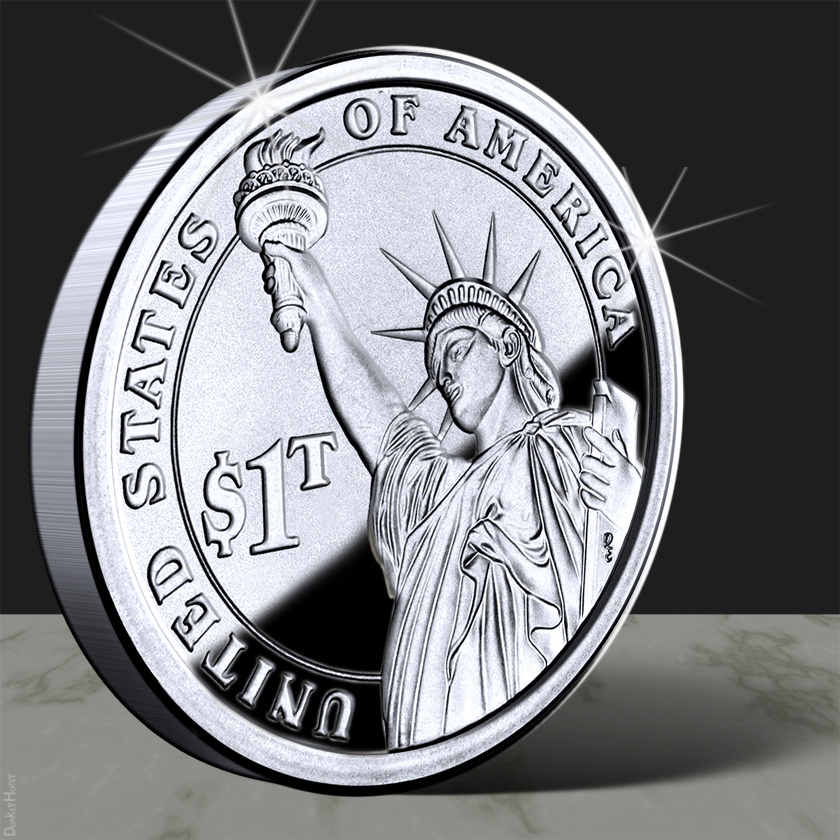
تصميم مفهومي لعملة تريليون دولار من تصميم الفنان DonkeyHotey، يتميز بتصميم وجه مماثل لوجه سلسلة الدولار الرئاسي

عملة تريليون دولار هي مفهوم ظهر خلال أزمة سقف الدين في الولايات المتحدة عام 2011 كطريقة مقترحة لتجاوز أي ضرورة لقيام الكونغرس الأمريكي برفع حد اقتراض البلاد، من خلال سك عملات بلاتينية عالية القيمة للغاية. واكتسب هذا المفهوم مزيداً من الاهتمام السائد بحلول أواخر عام 2012 أثناء المناقشات حول مفاوضات الهاوية المالية في الولايات المتحدة وتجدد المناقشات حول سقف الديون. بعد أن وصل الأمر إلى عناوين الأخبار خلال أسبوع 7 يناير/كانون الثاني 2013، رُفض استخدام مفهوم العملة المعدنية بقيمة تريليون دولار في النهاية من قبل بنك الاحتياطي الفيدرالي ووزارة الخزانة.
أعيد طرح مفهوم عملة تريليون دولار في مارس/آذار 2020 في شكل اقتراح من الكونغرس من قبل عضو الكونغرس رشيدة طليب أثناء الإغلاق الناجم عن جائحة كوفيد-19 في الولايات المتحدة.سعت طليب إلى تمويل دفعات تحفيزية متكررة بقيمة 2000 دولار شهريًا حتى نهاية الوباء.
اكتَسبت الفكرة المزيد من الزخم أواخر عام 2021 مع مقترحات الصحفي جو وايزنثال من بلومبيرغ، من بين آخرين، وسط أزمة سقف الديون في الولايات المتحدة عام 2021.

## الأساس القانوني

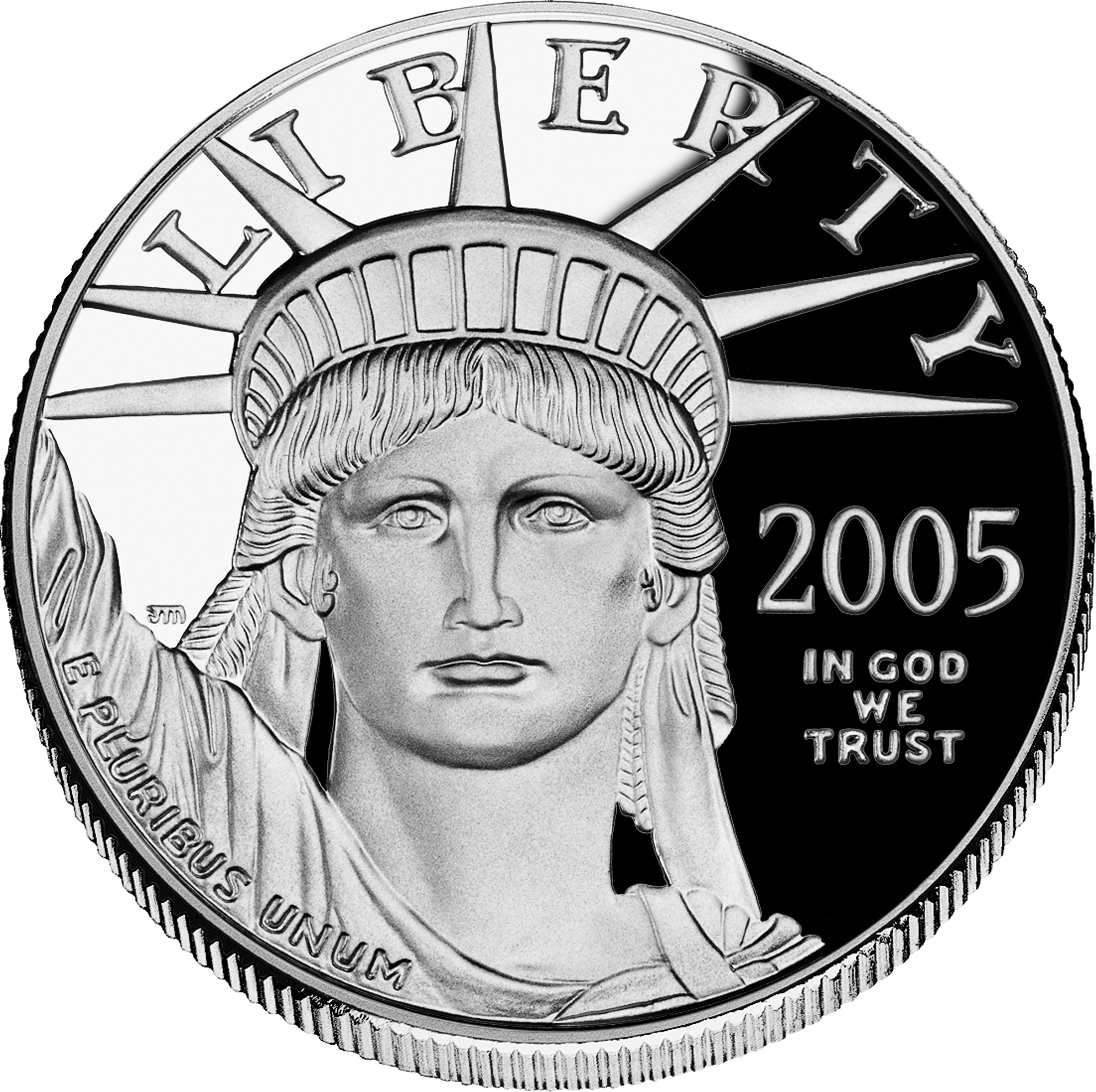
الوجه المشترك لعملات النسر البلاتيني الأمريكي ، وهي عملة تذكارية من البلاتين للولايات المتحدة تم إصدارها بفئات تصل إلى 100 دولار بموجب قانون الولايات المتحدة رقم 31 القسم 5112

يخضع إصدار العملة الورقية لقيود محاسبية وكمية مختلفة لا تخضع لها العملات البلاتينية. وفقًا لدار سك العملة الأمريكية، تحسب العملات المعدنية على النحو التالي:
تعمل دار سك العملة منذ السنة المالية 1996 تحت إشراف صندوق المشاريع العامة لدار سك العملة بالولايات المتحدة (PEF).كما صُرح به بموجب القانون العام 104-52 (المدون في العنوان 31 من كود الولايات المتحدة المادة 5136) يُزيل صندوق تمويل المشاريع الحاجة إلى التخصيصات. وتُدفع العائدات من مبيعات العملات المعدنية المتداولة إلى بنوك الاحتياطي الفيدرالية (FRB)، والعملات المعدنية للمشترين المعتمدين، والعناصر النقدية للجمهور والعملاء الآخرين إلى صندوق تمويل العملات المعدنية (PEF) وتوفير التمويل لعمليات دار السك. تُدفع جميع نفقات التشغيل المتداولة والمتعلقة بالسبائك والعملات المعدنية والاستثمارات الرأسمالية التي تكبدها لعمليات وبرامج الدار من صندوق النقد الشخصي. بموجب القانون، فإن جميع الأموال الموجودة في صندوق الاستثمار الشخصي مُتاحة دون قيود على السنة المالية. تَتحول الإيرادات التي تُحدد على أنها تتجاوز المبلغ المطلوب من قبل صندوق النفقات العامة إلى صندوق الخزانة العام للولايات المتحدة كإيصالات داخل الميزانية وخارجها. تتكون الإيرادات خارج الميزانية من رسوم إصدار العملة، والفرق بين الإيرادات من نظام الاحتياطي الفيدرالي من بَيع العملات المعدنية المتداولة بالقيمة الاسمية والتكاليف الكاملة لسك وتوزيع العملات المعدنية المتداولة. إيداع رسوم إصدار العملة بشكل دوري في الصندوق العام مما يقلل من حاجة الحكومة للاقتراض.
مفهوم سك عملة بقيمة تريليون دولار والتي من شأنها أن تولد تريليون دولار من العائدات النقدية، وتكون خارج الميزانية، أو ربحًا نقديًا، ويكون ضمن الميزانية، ويُحول إلى الخزانة، يعتمد على السلطة الممنوحة بموجب المادة العنوان 31 من كود الولايات المتحدة المادة 5112 من قانون الولايات المتحدة يسمح لوزارة الخزانة "بسك وإصدار عملات سبائك البلاتين" بأي فئات يختارها وزير الخزانة. وبالتالي، إذا قامت وزارة الخزانة بسك عملات معدنية بقيمة تريليون دولار، فيمكنها إيداع هذه العملات في حساب الخزانة التابع للاحتياطي الفيدرالي بدلاً من إصدار ديون جديدة.

31 USC 5112(k) كما قُرر في الأصل بموجب القانون العام 104-208 عام 1996:
يجوز للوزير سك وإصدار عملات معدنية من السبائك والبلاتين وفقًا للمواصفات, التصميمات, الأصناف ,الكميات, الفئات والنقوش التي قد يحددها الوزير، وفقًا لتقديره، من وقت لآخر.
عام 2000، استبدلت كلمة "سبائك" بـ "عملات سبائك البلاتين". وفقًا لدار سك العملة الأمريكية: "عملة السبائك هي عملة ذات درجة استثمارية تُقيم حسب وزنها ودقتها من معدن ثمين معين."
بموجب هذا القانون، تُسك عملات السبائك البلاتينية بأي فئة، في حين تقتصر العملات المعدنية من أي معدن مُحدد آخر على مبالغ 50دولارًا، و25 دولارًا، و10 دولارات، و5 دولارات، ودولار واحد. يعتمد مفهوم سك عملة معدنية ذات قيمة عالية للغاية على بند البلاتين باعتباره ثغرة للسلطة التنفيذية لجمع الإيرادات دون إشراف الكونغرس.
صرح فيليب ن. دييل، المدير السابق لدار سك العملة الأمريكية والمؤلف المشارك مع عضو الكونغرس الجمهوري مايكل كاسل لقانون العملة البلاتينية، أن هذا الإجراء مسموح به بموجب القانون. ويقول كاسل إنه لم يقصد أبدًا مثل هذا الاستخدام. وفي نهاية المطاف، أقر الكونغرس الجمهوري قانون سك العملة البلاتينية على الرغم من اعتراضات وزارة الخزانة الديمقراطية في عام 1996.
قال لورانس ترايب، أستاذ القانون الدستوري في كلية الحقوق بجامعة هارفارد، إن الأساس القانوني للعملة المعدنية التي تبلغ قيمتها تريليون دولار سليم، ولا يمكن الطعن عليها في المحكمة حيث لا يحق لأحد القيام بذلك.

## ظهور المفهوم
فكرة قيام وزارة الخزانة الأمريكية بسك عملة معدنية وإرسالها إلى بنك الاحتياطي الفيدرالي لسداد الديون هي الفكرة الأولى التي طرحها مرشح الحزب الشعبوي للرئاسة بو جريتز في عام 1992. كجزء أساسي من خطاباته الانتخابية، كان يحمل عملة معدنية مقاس خمس بوصات. تقدم هذا المفهوم المحدد لأول مرة من قبل كارلوس موشا، وهو محامٍ كان يعلق تحت اسم "بيوولف" على العديد من المدونات. وقد أوضح "بيوولف" الفكرة في سلسلة من التعليقات على مدونة وارن موسلر في مايو/أيار 2010، مشيراً إلى أن "الكونجرس قد فوض بالفعل إلى وزارة الخزانة كل سلطة إصدار العملة التي تحتاجها لسك عملة بقيمة تريليون دولار". لفت بيوولف الانتباه إلى المفهوم على مدونة الخبير الاقتصادي براد ديلونج في يوليو/تموز 2010 وفي تدوينه تحليل قانوني خاصة به في يناير/كانون الثاني 2011، ولكن لم يكن حتى يوليو/تموز 2011 أن لفت استخدام المفهوم كطريقة غير تقليدية لحل أزمة سقف الديون انتباه الصحافة المالية ومدونات وسائل الإعلام السائدة. في ذلك الوقت، وجدت الفكرة بعض الدعم من الأكاديميين القانونيين مثل جاك بالكين من كلية الحقوق بجامعة ييل. وبمجرد حل أزمة سقف الديون في صيف عام 2011، تلاشى الاهتمام بالمفهوم.
اكتسب المفهوم اهتمامًا متجددًا وأكثر انتشارًا بحلول أواخر عام 2012، مع اقتراب سقف الديون مرة أخرى. في أوائل يناير/كانون الثاني، أيد الخبير الاقتصادي بول كروجمان الفكرة وأكد أن المعارضة للفكرة جاءت من أشخاص غير راغبين في الاعتراف بالحقيقة القائلة بأن "المال هو اختراع اجتماعي". و حظي تأييده باهتمام إعلامي كبير. الاستشهاد على نطاق واسع بمدير دار سك العملة السابق دييل في وسائل الإعلام وهو يدحض الانتقادات الموجهة للعملة وأساسها القانوني. أيد عضو الكونجرس جيري نادلر الفكرة، ونشرت في الصحافة الدولية بحلول الرابع من يناير 2013.
صَرح "بيوولف" لاحقًا لمجلة Wired إن فكرة العملة جاءت من مقالة في صحيفة وول ستريت جورنال في ديسمبر/كانون الاول 2009 تحدثت عن كيفية تمكن العديد من الأشخاص من توليد أميال المسافر الدائم دون تكلفة من خلال طلب العملات المعدنية من دار سك العملة الأمريكية باستخدام بطاقة ائتمان تقدم مكافآت الأميال، ثم إيداع العملات المعدنية في البنك لسداد ديون بطاقة الائتمان.وقال أيضًا إنه أستوحى فكرته من كتاب "شبكة الديون" الصادر عام 2008 من تأليف إيلين براون، واستشهد بمسؤول سابق في واشنطن قال إن الحكومة يمكن أن تأمر بسك عملات معدنية كبيرة لسداد الدين الوطني. قال "بيوولف" إن فكرة العملة المعدنية بقيمة تريليون دولار من الأفضل أن تُنسب إلى مجموعة نقاش صغيرة وليس إلى فرد واحد، مضيفًا أن المجموعة "كانت هناك فقط من أجل المتعة الشخصية".

## التحليل و رد الفعل
زعمَ بعض المُعلقين على الرغم مِن إن المفهوم قد يكون قانونيًا تمامًا، إلا إنهُ من شأنهِ أن يُضعف نِظام الضوابط والتوازنات للحكومة الأمريكية، حتى لو كان الإنفاق الذي تسمح به العملة المعدنية قد وافق عليه بالفعل من قبل الكونغرس. كَتبت كاتبة الرأي ميجان مكاردل إن "سَك عملة بقيمة تريليون دولار يُنهي بشكل أنيق مُعرقلي الحزب الجمهوري، فقط من خلال إثبات أن الرئيس نفسهُ لا يَحترم القيود المؤسسية المفروضة على منصبهُ". كَتب فيليكس سالمون، وهو صحفي آخر، إن المفهوم "سيمثل فعلياً زوال نظام الحكومة المكون من ثلاثة فروع، مِن خلال السماح للسُلطة التنفيذية ببساطة بسحق حقوق وامتيازات السُلطة التشريعية". قال سالمون إنه لا يتفق مع ما يفعلهُ الجمهوريون في الكونغرس، لكن لديهم الحق في القيام بذلك، وإن الرئيس لا ينبغي أن يستخدم خيار العملة بقيمة تريليون دولار للالتفاف عليهم. قال: "نعم، إن الهيئة التشريعية تتصرف مثل مجموعة من الحمقى إذا اعتقدت إن دفع الحكومة الأميركية إلى التخلف عن سداد ديونها فكرة جيدة. ولكن من حقها أن تتصرف مثل مجموعة من الحمقى".
من ناحيةٌ أخرى، أيد العديد من خُبراء الاقتصاد ومحللي الأعمال العملة كوسيلة لمواجهة التهديدات التي يفرضها الجمهوريون في الكونغرس لإجبار البلاد على التخلف عن السداد من خلال رفض رفع سقف الديون. قال بول كروجمان (عام 2013): "لذا فإن سك العملة المعدنية سيكون أمرًا غير لائق، ولكن ماذا في ذلك؟ في الوقت نفسه، سيكون غير ضار اقتصاديًا -وسيساعد في تجنب التطورات الاقتصادية الكارثية ويساعد في منع الحكومة من الابتزاز". كما أعلن أن مناقشة العملة المعدنية بقيمة تريليون دولار هي "أهم مُناقشة للسياسة المالية في حياتنا".
رَفض مايكل ستيل، المتحدث باسم رئيس مجلس النواب جون بوينر، هذه الفكرة من خلال مقارنتها بحلقة من مسلسل عائلة سيمبسون بعنوان "مشكلة التريليونات"، والتي تم بثها قبل 13عامًا من أزمة سقف الدين في الولايات المتحدة، حيث كان هومر سيمبسون في مهمة بحث عن ورقة نقدية مفقودة بقيمة تريليون دولار.
في7 يناير/كانون الثاني 2013، أعلن عضو الكونغرس الجمهوري جريج والدن إنه سيقدم مشروع قانون لإغلاق ثغرة العملة البلاتينية. قال النائب والدن إن النية هي "سحب الاقتراح من على الطاولة". عارض النائب عن نيويورك جيري نادلر مشروع القانون وقال إن الفكرة تظل خيارًا صالحًا.
في 12يناير/كانون الثاني 2013، أعلنت وزارة الخزانة والاحتياطي الفيدرالي إنهما لن يقوما بسك عملة بلاتينية، وبعد خمسة أيام، أعلن زعيم الأقلية في مجلس الشيوخ جون كورنين (جمهوري من تكساس) إن الجمهوريين في مجلس الشيوخ سينهون تهديدهم بمنع زيادة سقف الديون.
في يناير/كانون الثاني 2023، قالت وزيرة الخزانة جانيت يلين إن سك عملة بقيمة تريليون دولار ليس مطروحًا على الطاولة كحل لأزمة سقف الدين الأمريكي في عام 2023 والتخلف المحتمل للولايات المتحدة عن سداد ديونها، لأن بنك الاحتياطي الفيدرالي من غير المرجح أن يقبل ذلك، ووصفته بأنه "خدعة". في مايو/آيار 2023، علق بول كروجمان: "أما بالنسبة للادعاءات بأن [رئيس بنك الاحتياطي الفيدرالي جيروم] باول سيرفض قبول العملة، أو أن المحكمة العليا ستمنع السندات المميزة -حسنًا، لا أحد يعرف. لكن تخميني هو أن لا أحد يريد أن يكون الرجل الذي يدمر الاقتصاد العالمي". روج للسندات المميزة كبديل محتمل لعملة تريليون دولار، وبديل للتحرك الكونغرسي لرفع حد الدين.
في أبريل/نيسان 2023، ذكرت بلومبرج نيوز أنه جرى استطلاع للرأي شمل 1212 شخصًا في مارس/آذار 2023 لقياس الدعم لقيام وزارة الخزانة الأمريكية بسك عملة بلاتينية بقيمة تريليون دولار لسداد التزامات ديون البلاد. وأظهرت نتائج الاستطلاع إن 14% أيدوا سك العملة، و37% عارضوا ذلك، بينما لم يكن لدى 49% رأي أو كانوا غير حاسمين.

## مخاطر التضخم
إن شراء بنك الاحتياطي الفيدرالي لعملة التريليون دولار يكون مماثلاً لعمليات شراء الأوراق المالية التي تُشكل جزءاً من التيسير الكمي، وكلتا الحالتين يُضيف إلى القاعدة النقدية، وهي مجموع العملة المتداولة واحتياطيات البنوك، أي التزامات بنك الاحتياطي الفيدرالي. ستزداد احتياطيات البنوك التجارية مع قيام الخزانة بإنفاق العائدات من شراء العملة من قبل بنك الاحتياطي الفيدرالي. من شأن هذا أن يؤدي إلى إحداث تغيير محاسبي في بنك الاحتياطي الفيدرالي من خلال نقل الأموال من ودائع الخزانة لدى بنك الاحتياطي الفيدرالي إلى ودائع البنوك التجارية لدى بنك الاحتياطي الفيدرالي ("احتياطيات البنوك")، وهو نقل من فئة واحدة من فئات التزامات بنك الاحتياطي الفيدرالي إلى أخرى. وهذا لا يختلف عن العملية العادية التي من خلالها تُصرف الشيكات الصادرة عن الخزانة في النظام المصرفي. اعتقاد خاطئ شائع مفادهُ إن البنوك يمكنها إقراض هذهِ الاحتياطيات للعملاء، وبالتالي زيادة المعروض النقدي، وربما بسرعة كبيرة، مما يتسبب في ارتفاع درجة حرارة الاقتصاد، وإضافة إلى التضخم وزيادة توقعات التضخم في المستقبل. على سبيل المثال، ذَكر جاريت سيبرج من مجموعة واشنطن للأبحاث، "إن العملة المعدنية بقيمة تريليون دولار من شأنها أن تزيد من المعروض النقدي بمقدار كبير، هو ما قد يؤدي إلى إشعال فتيل التضخم الخطير... وقد تؤدي هذه الفوضى الاقتصادية إلى تفاقم الركود الاقتصادي، وهو ما من شأنهُ أن يُضعف ظروف الائتمان ويفرض خسائر أعلى على البنوك".
في أبريل/نيسان 2011، نُشرت ورقة بحثية صادرة عن بنك الاحتياطي الفيدرالي في سانت لويس، "يَعتقد البعض إن التيسير الكمي من شأنهُ أن يُزيد معدلات التضخم بشكل حاد؛ مع ذلك، فإن هذهِ المخاوف لا تتفق مع النظرية الاقتصادية والأدلة التجريبية -على افتراض إن بنك الاحتياطي الفيدرالي راغب وقادر على عكس التيسير الكمي مع اكتساب التعافي زخماً". أضافت الورقة البحثية إنه "إذا كان الجمهور يثق في إن الزيادة في القاعدة النقدية التي يخلقها التيسير الكمي مؤقتةً فقط، فلن يتوقعوا تضخمًا سريعًا في المستقبل القريب. تؤثر هذه التوقعات بشكل جماعي على سلوك التسعير الفعلي، وبالتالي التضخم الفعلي".يُمكن أن يضمن بنك الاحتياطي الفيدرالي إن البنوك التجارية لا تقرض الاحتياطيات الزائدة عن طريق دفع الفائدة على احتياطاتها لدى بنك الاحتياطي الفيدرالي، بحيث يكون العائد الذي تتلقاه البنوك التجارية عليها أكبر مما قد تتلقاه من الاستخدامات البديلة. وأخيراً، في حالة العملة المعدنية، يُمكن لمجلس الاحتياطي الفيدرالي أيضاً تعقيم إنفاق الحكومة على العملة المعدنية من خِلال بَيع أصول أخرى من ميزانيتهُ العمومية على أساس دولار مقابل دولار، وفي هذهِ الحالة فإن التأثير على القاعدة النقدية يَنبغي أن يكون صفراً. إذا رُفع سقف الديون، يمكن لوزارة الخزانة استخدام الاقتراض لشراء العملة مرة أخرى من بنك الاحتياطي الفيدرالي وإعادتها إلى دار سك العملة لإذابتها.

### استقلال بنك الاحتياطي الفيدرالي
على الرغم من إن بنك الاحتياطي الفيدرالي كان قد أشار بالفعل في 12ديسمبر/كانون الأول 2012 إلى أنهُ يرغب في توسيع ميزانيتهُ العمومية بمقدار 1.02 تريليون دولار أخرى طوال عام 2013 من خلال عمليات الشراء المستمرة لسندات الخزانة الأميركية والأوراق المالية المدعومة بالرهن العقاري التي ترعاها الحكومة، زعم جريج إيب أنه إذا وسعت الميزانية العمومية لبنك الاحتياطي الفيدرالي لأسباب تتعلق بالسياسة المالية ظاهريًا بدلاً من أسباب السياسة النقدية، فقد يشكل ذلك عبئًا على استقلال البنك المركزي. واقترح إيب أنهُ يمكن تجنب أي فرض من هذا القبيل إذا اصدر تريليون دولار إضافية من العملات المعدنية مباشرةً للجمهور (في فئات أصغر وأكثر فائدة) بدلاً من إيداعها لدى بنك الاحتياطي الفيدرالي. في مايو 2010، كان هناك 40.4 مليار دولار من العملات المعدنية المتداولة وحوالي 900 مليار دولار أخرى من الأوراق النقدية.
أعرب المدير السابِق لدار سك العملة الأمريكية إدموند سي موي عن شكوكهُ لموقع TheStreet.comحول ما إذا كان بنك الاحتياطي الفيدرالي يستطيع شراء العملة المعدنية، مشيرًا أيضًا إلى أنه في ظل النظام الحالي لبدء أوامر سك العملة، يتعين تَقديم الطلب من قِبل رئيس بنك الاحتياطي الفيدرالي الحالي، أو مِن قِبل أحد رؤساء البنوك الاحتياطية الفيدرالية الإقليمية الاثني عشر. كان المدير السابق دييل يختلف مع موي بشأن عملة السبائك البلاتينية، لكنهُ يتفق مع موي في إن عملة البلاتين ستُشكل مشكلةٌ بالنسبة لبنك الاحتياطي الفيدرالي. وكرر دييل وِجهة نظرهُ قائلاً: "أعتقد بالتأكيد إن [سك عملة بقيمة تريليون دولار] أقل شأناً من رفع أو إلغاء حد الدين، لكنهُ أفضل بكثير من التخلف عن السداد ومعاناة العواقب المترتبة على ذلك".

## روابط خارجية
- #MintTheCoin ، موقع إلكتروني إعلامي حول الاقتراح، بما في ذلك الأسئلة الشائعة